# Tour alphabétique

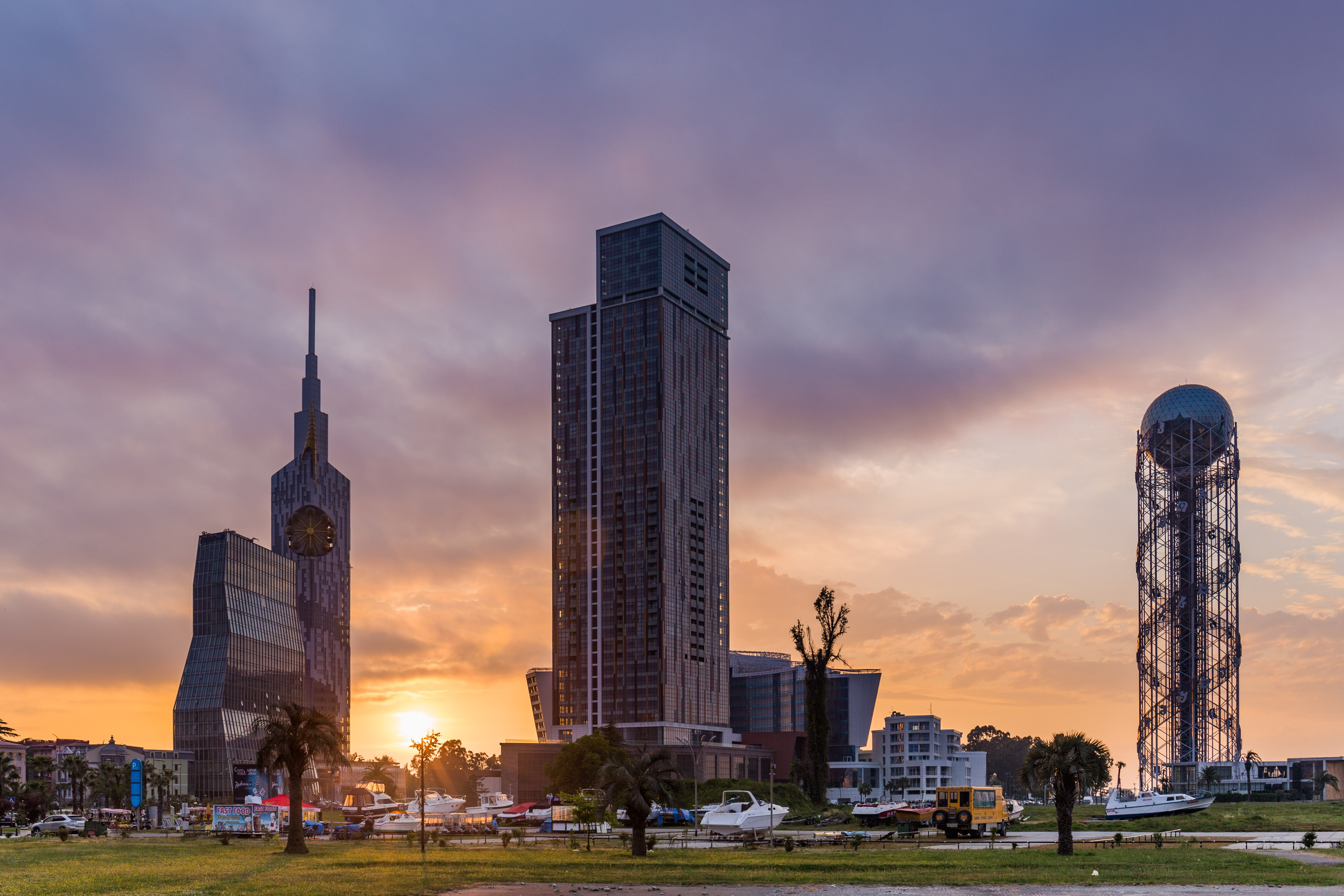
Tour alphabétique vue à l'extrême droite de l'image.

La tour alphabétique (en géorgien : ანბანის კოშკი) est une structure de 130 mètres de haut située à Batoumi, en Géorgie. La tour symbolise le caractère unique de l'alphabet et du peuple géorgiens. La structure combine la conception de l'ADN, dans son motif familier à double hélice. Deux bandes hélicoïdales s'élèvent dans la tour contenant 33 lettres de l'alphabet géorgien, chacune de 4 mètres de haut et en aluminium.
Au milieu du bâtiment se trouve une cage d'ascenseur exposée menant tout en haut du bâtiment, dans la couronne de la structure, où se trouve une colossale boule d'argent.

## Développement
La tour alphabétique a été construite par la société espagnole CMD Domingo y Lázaro Ingenieros (Alberto Domingo Cabo et Carlos Lázaro). La construction a commencé le 10 octobre 2010 et l'extérieur de la structure a été achevé en décembre 2011. La construction du bâtiment a coûté 65 millions de dollars.

## Structure
La tour est composée de onze modules de tubes d'acier en porte-à-faux qui composent deux corps, l'intérieur contenant le noyau de communication, ascenseurs et escaliers panoramiques, et l'extérieur qui soutient toute la structure et définit la couche avec les grands caractères. Chaque 10,8 mètres, les noyaux sont liés par des diaphragmes en forme d'étoile. Au sommet se dresse une sphère en verre composée d'éléments triangulaires fixés sur des profilés en acier et scellés. La sphère est constituée d'une structure de section circulaire creuse.
Cet espace lumineux accueille plusieurs pièces, réparties sur différents étages au sein de la sphère.
Le premier étage s'appelle l'étage des transferts. Il est accessible par les deux principaux ascenseurs panoramiques. De l'étage de transfert, il est possible d'accéder à d'autres ascenseurs qui desservent les autres étages.
Le deuxième étage accueille un studio de télévision, une cuisine et un restaurant se trouvent au troisième étage, conçu comme un anneau tournant. Cet anneau, fait une rotation d'environ 360 degrés en une heure, offre aux visiteurs une vue panoramique sur la ville et la mer Noire pendant leur repas. Le quatrième étage a été conçu comme un pont d'observation. Cet étage mène au cinquième, qui est conçu pour permettre aux visiteurs de voir comment fonctionne l'amortisseur harmonique. Ce dernier est un dispositif de cinquante tonnes monté dans des structures pour réduire l'amplitude des vibrations mécaniques.

## Situation actuelle
Depuis que le bâtiment a été construit, il est pratiquement resté abandonné. En 2014, l'ascenseur était en panne et des centaines d'oiseaux morts se trouvaient dans les étages, même si le bâtiment lui-même était toujours électrifié et avait l'air relativement neuf. En mai 2015, la mairie de Batoumi a décidé de louer la tour de 130 mètres de haut à une société espagnole anonyme pour les 20 prochaines années. La mairie de Batoumi dépensait 700 000 GEL par an pour l'entretien de la tour. Depuis 2017, le restaurant est ouvert aux visiteurs.